# Ichthyostegalia
Ichthyostegalia es un orden extinto de anfibios representados por los primeros vertebrados terrestres, siendo el grupo más un grado evolutivo que un clado. Aunque el grupo se caracterizaba por tener pies en lugar de aletas, la mayoría, si no todos, tenían branquias internas en la edad adulta y vivían principalmente como peces de aguas poco profundas y solo pasaba un tiempo mínimo en tierra.
El grupo evolucionó de los peces elpistostegalios en el Devónico temprano o medio y siguieron prosperando como habitantes de pantanos durante dicho período. Dieron origen a los temnospóndilos y luego desaparecieron en la transición al Carbonífero.